# رادنوفاس
رادنوفاس هي قرية في مقاطعة بوزيغا-سلافونيا، كرواتيا. القرية إدارياً تعتبر كجزء من بلدية ياكشيتش.
وفقاً للإحصاء الوطني لعام 2001 فإن عدد سكانها هو 220 , القرية موصولة بطريق الدولة D15 .